# 四甲苯喃酯
四甲苯喃酯（也译作吡大麻，开发代号：SP-304）是一种有机化合物，化学式为C19H24O3，是人工合成的大麻素受体配体，用于治疗青光眼。